# Топографічна поверхня
Топографічна поверхня, поверхні топографічного порядку (рос. поверхность топографическая (поверхность топографического порядка), англ. topographic surface; нім. topographische Fläche f, Topofläche f ) – сукупність всіх граней рельєфу, тобто плоских і кривих поверхонь, з яких складається поверхня твердої земної кори. Чим сильніше розчленований рельєф у горизонтальному і вертикальному напрямках, тим більше відношення площі топографічної поверхні до площі її горизонтальної проєкції. Величина цього відношення є мірою або характеристикою розчленованості рельєфу. Топографічна поверхня відповідає умовам неперервності, скінченності, однозначності і плавності. Ця поверхня зображується в ізолініях. Прикладами топографічної поверхні є гіпсометричний план, план денної поверхні в горизонталях тощо.

## Умовна поверхня топографічного порядку
Поверхня топографічного порядку умовна – форма поверхні топографічного порядку, що реально не існує, але використовувана як засіб наочного зображення розміщення будь-якого показника корисної копалини в надрах при графічному моделюванні родовища корисної копалини. 

## Приховані поверхні топографічного порядку
Приховані поверхні топографічного порядку – реально існуючі невидимі поверхні покладів корисних копалин, геологічних структур та контактів, але закриті наносами, товщею порід тощо. За формою вони відповідають основним властивостям топографічних поверхонь. Див. поверхня топографічна.